# Tim Wolf
Tim Wolf (Uden, 13 augustus 1988) is een Nederlands voetbalcoach en voormalig voetballer.

## Carrière
Wolf was tot 2019 als speler actief bij amateurclub UDI'19. De prille dertiger was op dat moment al tien jaar werkzaam als jeugdtrainer van PSV. Na afloop van zijn spelerscarrière klom Wolf geleidelijk aan hogerop bij PSV en werd in 2021 de assistent van Ruud van Nistelrooij bij Jong PSV. Wolf volgde hem in 2022 naar het eerste elftal van de club en diende in het seizoen 2023/24 ook onder Peter Bosz, alvorens in 2024 terug te keren naar Jong PSV.
Op 9 juni 2025 kondigde Club Brugge aan dat Wolf de nieuwe hoofdtrainer was van Club NXT, het beloftenelftal van de club in Eerste klasse B.
2 Romero ·
4 Ordóñez ·
8 Tzolis ·
9 Jutglà ·
10 Vetlesen ·
14 Meijer ·
15 Onyedika ·
16 Van den Heuvel ·
17 Vermant ·
19 Nilsson ·
20 Vanaken  · 
21 Skóraś ·
22 Mignolet ·
24 Osuji ·
27 Nielsen ·
29 Jackers ·
30 Jashari ·
41 Siquet ·
44 Mechele ·
55 De Cuyper ·
58 Spileers ·
62 Audoor ·
64 Sabbe ·
65 Seys ·
66 Yameogo ·
67 Et Taïbi ·
68 Talbi ·
71 De Corte ·
81 Vanden Driessche ·
84 Campbell ·
87 Furo ·
Coach: Hayen
Assistent-coach: Jonckheere